# Ostrovo (Šeljinska mikroregija, Mađarska)
Ostrovo (mađ. Csányoszró) je selo na krajnjem jugu Republike Mađarske.
Zauzima površinu od 28,56 km četvornih.

## Zemljopisni položaj
Nalazi se na 45° 52' 55" sjeverne zemljopisne širine i 17° 54' 7" istočne zemljopisne dužine, 7,5 km sjeverno od Drave i granice s Hrvatskom. Najbliže naselje u RH je Podravska Moslavina, 9,5 km jugoistočno. Kotarsko sjedište Šeljin je 2,5 km zapadno, Kákics je 3 km, a Okrag je 4,5 km sjeverozapadno, Gilvánfa je 4,5 km, a Bešenca 2,2 km sjeveroistočno, Nagycsány je 1,5 km istočno, Lúzsok je 4,5 km jugoistočno, Kemša je 4,5 km južno, a Vertiga je 7 km jugozapadno.

## Upravna organizacija
Upravno pripada Šeljinskoj mikroregiji u Baranjskoj županiji. Poštanski broj je 7964. 
Nastalo je spajanjem sela Kiscsány-a i sela Oszró-a (Ostrova) 1934. Pored ova dva sela, na mjestu današnjeg Ostrova je postojalo i selo Zsen.

## Promet
Kroz selo prolazi željeznička prometnica Šeljin-Harkanj. U selu je i željeznička postaja.

## Stanovništvo
Ostrovo ima 718 stanovnika (2001.). Mađari su većina. U selu jož žive Romi, kojih je blizu 3%, Hrvati, kojih je blizu 1% te Rumunji, kojih je upola manje. Nešto više od polovice stanovnika su rimokatolici, 40% je kalvinista te nekolicina grkokatolika i luterana.

## Vanjske poveznice
- Ostrovo na fallingrain.com